# Лунвож (приток Энтюшъю)
Лунвож (устар. Лун-Вож) — река в России, протекает в Республике Коми по территории района Печора. Левый приток реки Энтюшъю.

## География
Устье реки находится в 8 км по левому берегу реки Энтюшъю. Длина реки составляет 8 км.

## Этимология гидронима
Гидроним происходит из языка коми, в котором лун— «юг», «южный», а слово вож — «приток», «ветвь», «ответвление».